# Persone di cognome Davis/Cestisti
| Questa pagina contiene informazioni ricavate automaticamente dalle voci biografiche con l'ausilio del template Bio e di un bot. L'aggiornamento è periodico e automatico e ricostruisce completamente la pagina. Se manca una persona in questa lista, sei pregato di non aggiungerla, ma accertati piuttosto che la sua voce biografica contenga il template Bio e che i dati anagrafici siano correttamente compilati. Se il template Bio manca, inseriscilo tu stesso o, in alternativa, metti l'avviso {{tmp\|Bio}} che ne segnala la mancanza. Se i dati riportati sono sbagliati, correggi direttamente la voce biografica; le modifiche saranno visibili in questa lista entro pochi giorni. Per chiarimenti vedi il progetto antroponimi. La lista contiene solo le 68 persone che sono citate nell'enciclopedia e per le quali è stato implementato correttamente il template Bio. Pagina aggiornata al 7 mag 2025. |

Questa è una lista di persone presenti nell'enciclopedia che hanno il cognome Davis e sono cestisti.

## A(5)
- A.J. Davis, ex cestista statunitense (Columbus, n. 1987)
- Alex Davis, cestista statunitense (Houston, n. 1992)
- Anthony Davis, cestista statunitense (Chicago, n. 1993)
- Antonio Davis, ex cestista statunitense (Oakland, n. 1968)
- Aubrey Davis, cestista e giocatore di baseball statunitense (Apache, n. 1921 - Oklahoma City, † 1996)

## B(6)
- Ben Davis, ex cestista statunitense (Vero Beach, n. 1972)
- Brad Davis, ex cestista e allenatore di pallacanestro statunitense (Monaca, n. 1955)
- Baron Davis, ex cestista statunitense (Compton, n. 1979)
- Bennet Davis, ex cestista bahamense (Freeport, n. 1984)
- Brian Davis, ex cestista statunitense (Atlantic City, n. 1970)
- Bryan Davis, ex cestista statunitense (Dallas, n. 1986)

## C(5)
- Charlie Davis, ex cestista statunitense (New York, n. 1949)
- Trey Davis, cestista statunitense (DeSoto, n. 1993)
- Cade Davis, ex cestista statunitense (Amarillo, n. 1988)
- Chuck Davis, ex cestista statunitense (Selma, n. 1984)
- Chris Davis, ex cestista statunitense (Baton Rouge, n. 1986)

## D(9)
- Dee Davis, cestista statunitense (Bloomington, n. 1993)
- Devin Davis, ex cestista statunitense (Miami, n. 1974)
- Devin Davis, cestista statunitense (Indianapolis, n. 1995)
- Monti Davis, cestista statunitense (Warren, n. 1958 - Warren, † 2013)
- De'Jon Davis, cestista statunitense (Oakland, n. 1998)
- DeAndre Davis, cestista statunitense (Spotsylvania Courthouse, n. 1994)
- Deyonta Davis, cestista statunitense (Muskegon, n. 1996)
- Dwayne Davis, cestista statunitense (Filadelfia, n. 1989)
- Dwight Davis, ex cestista statunitense (Houston, n. 1949)

## E(4)
- Dale Davis, ex cestista statunitense (Toccoa, n. 1969)
- Ed Davis, cestista statunitense (Washington, n. 1989)
- Mickey Davis, ex cestista statunitense (Rochester, n. 1950)
- Emanual Davis, ex cestista statunitense (Filadelfia, n. 1968)

## G(1)
- Gage Davis, cestista statunitense (Bolingbrook, n. 1995)

## H(1)
- Harry Davis, ex cestista statunitense (Cleveland, n. 1956)

## J(8)
- Jim Davis, cestista e allenatore di pallacanestro statunitense (Muncie, n. 1941 - Windsor, † 2018)
- Johnny Davis, ex cestista e allenatore di pallacanestro statunitense (Detroit, n. 1955)
- Johnny Davis, cestista statunitense (La Crosse, n. 2002)
- Josh Davis, ex cestista statunitense (Salem, n. 1980)
- Miah Davis, ex cestista statunitense (Bremerton, n. 1981)
- Red Davis, ex cestista statunitense (n. 1932)
- Jon Davis, cestista statunitense (Upper Marlboro, n. 1996)
- Jordan Davis, cestista statunitense (Las Vegas, n. 1997)

## K(1)
- Kenny Davis, ex cestista statunitense (Slat, n. 1948)

## L(1)
- Lee Davis, ex cestista statunitense (Raleigh, n. 1945)

## M(7)
- Mark Davis, ex cestista statunitense (Thibodaux, n. 1973)
- Mark Davis, ex cestista statunitense (Chesapeake, n. 1963)
- Mel Davis, ex cestista statunitense (New York, n. 1950)
- Mike Davis, ex cestista statunitense (Brooklyn, n. 1946)
- Mike Davis, ex cestista statunitense (Baltimora, n. 1956)
- Mike Davis, ex cestista e allenatore di pallacanestro statunitense (Fayette, n. 1960)
- Mike Davis, ex cestista statunitense (Alexandria, n. 1988)

## N(2)
- Nate Davis, ex cestista statunitense (Columbia, n. 1953)
- Nick Davis, ex cestista statunitense (Queens, n. 1976)

## P(1)
- Paul Davis, ex cestista statunitense (Detroit, n. 1984)

## R(7)
- Bob Davis, ex cestista statunitense (Bronx, n. 1950)
- Boo Davis, ex cestista statunitense (Chicago, n. 1982)
- Glen Davis, ex cestista statunitense (Baton Rouge, n. 1986)
- Ron Davis, ex cestista statunitense (Phoenix, n. 1954)
- Ron Davis, ex cestista statunitense (New Orleans, n. 1959)
- Ralph Davis, cestista statunitense (Vanceburg, n. 1938 - † 2021)
- Rashun Davis, cestista statunitense (Charlotte, n. 1993)

## S(2)
- Shaheed Davis, cestista statunitense (Plainfield, n. 1994)
- Sterling Davis, ex cestista e allenatore di pallacanestro statunitense (Dallas, n. 1977)

## T(4)
- Ricky Davis, ex cestista statunitense (Las Vegas, n. 1979)
- Terry Davis, ex cestista statunitense (Danville, n. 1967)
- Thomas Davis, cestista statunitense (Lufkin, n. 1991)
- Tyler Davis, cestista statunitense (San Jose, n. 1997)

## W(4)
- Bill Davis, cestista statunitense (n. 1920 - Harvey, † 1975)
- Walter Davis, cestista statunitense (Pineville, n. 1954 - Charlotte, † 2023)
- Warren Davis, ex cestista statunitense (Atlantic City, n. 1943)
- Willie Davis, ex cestista statunitense (Fairfield, n. 1945)